# Portrait de Pierre Sériziat
Le Portrait de Pierre Sériziat est un tableau peint en 1795 par Jacques-Louis David. Il forme avec le Portrait d'Émilie Sériziat et son fils, peint en même temps, un diptyque des époux Seriziat membres de la belle famille du peintre. Les deux œuvres furent exposées au Salon de peinture de 1795.

## David chez Emilie et Pierre Sériziat
Après son emprisonnement pour avoir soutenu la cause de Robespierre, David, libéré, est autorisé à séjourner chez son beau-frère, l'avocat Pierre Sériziat, dans sa demeure de Favières (Seine-et-Marne). C'est là qu'il fera le portrait de son hôte et de celui de sa belle-sœur, la sœur de son épouse.

## Description
Pierre Sériziat est assis sur un monticule, dans un décor où domine un ciel nuageux. Ce monticule est recouvert d'une houppelande, vêtement utilisé à l'époque par les députés et les sans-culottes. Le modèle est habillé à l'anglaise, mode de l'époque, qui se veut plus simple, plus confortable. Il porte une redingote à boutonnage croisé, dont les manches sont serrées sur  toute la longueur. Le gilet blanc, à double boutonnage, recouvre la chemise et autour du cou est enroulée une cravate écrouellique, probablement en mousseline.
La culotte à  pont, à l'anglaise, en peau de chamois, est nouée et boutonnée au niveau du genou. Les bottes cavalières et des bas blancs remontent jusqu'aux mollets. le chapeau à la Bourdaloue, comporte une ganse à boucle et une cocarde nationale (rendue obligatoire pour les hommes le 8 juillet 1792).